# Rogojeni (stație c.f.), Șoldănești
Rogojeni - stație cale ferată este un sat-stație de cale ferată din cadrul comunei Rogojeni din raionul Șoldănești, Republica Moldova. Satul se află la distanța de 39 km de centrul raional - Șoldănești și de 92 km de capitala țării - municipiul Chișinău.
Rogojeni este amplasat pe panta de nord-est a dealului Pohorna cu altitudinea maximă de 254,0 m. În sudul satului a fost plantată o fâșie forestieră cu predominarea salcâmului (Robinia pseudoacaci).

## Istorie
Satul Rogojeni de pe calea ferată a fost întemeiat în 1892 după punere în circulație a liniei Bălți-Slobodka.
În perioada postbelică satul făcea partea din Sovietul sătesc (comună) Pohoarna, raionul Florești.  În anii sovietici activa o fabrică de asfalt și beton, punct de colectare a cerealelor, brigada de câmp „Biruința” (cu sediul la Pohoarna). De asemenea, mai funcționau o școală primară, club cu instalație de cinematograf, punct medical, magazin.
La recensământul din 1989 la Rogojeni locuiau 491 oameni, inclusiv: 458 moldoveni, 21 ucraineni, 11 ruși și un găgăuz.

## Populație
Structura etnică în 2004
     Moldoveni/români (96,8%)
     Ucraineni (2,08%)
     Ruși (0,98%)
În 2004 s-au înregistrat 672 de locuitori, inclusiv: bărbați - 327 persoane (48,66%) și femei - 345 persoane (51,34%). Rogojeni este o localitate mononațională, predominând băștinașii: moldoveni/români - 651 locuitori, urmați de ucraineni - 14 locuitori și 7 etnici ruși.